# Acronema
Acronema es un género de 25 especies perteneciente a la familia Apiaceae, se encuentran principalmente en la región del Himalaya China.

## Taxonomía
El género fue descrito por Falc. ex Edgew. y publicado en Proceedings of the Linnean Society of London 1: 252. 1845. La especie tipo es: Acronema tenerum (DC.) Edgew. 

## Especies
| - Acronema alpinum - Acronema astrantiifolium - Acronema brevipedicellatum - Acronema chienii - Acronema chinense - Acronema commutatum - Acronema forrestii - Acronema gracile - Acronema graminifolium - Acronema handelii | - Acronema hookeri - Acronema minus - Acronema muscicola - Acronema nervosum - Acronema paniculatum - Acronema schneideri - Acronema sichuanense - Acronema tenerum - Acronema xizangense - Acronema yadongense |